# Avangardni metal
Avangardni metal, poznat i kao eksperimentalni metal, je žanr hevi metala koji karakterišu upotreba inovativnih, avangardnih elemenata, eksperimentisanje, kao i korišćenje zvukova i instrumenata koji nisu uobičajeni u metal muzici.
Sam termin avangardni metal se koristi za opisivanje umetnika koji "ubacuju nove, neobične i inovativne ideje u hevi metal, krše konvencije, šire granice". Ovaj žanr, osim toga, karakterišu neobični vokali, nekonvencionalne strukture, ritmovi i harmonije, a za postizanje odgovarajuće atmosfere koriste se novim instrumentima i zvucima.
Blizak je progresivnom metalu - u oba žanra se važnost daje eksperimentisanju i nestandardnim idejama. Ipak, način eksperimentisanja se razlikuje. Dok se u progresivnom metalu važnost daje virtuoznosti i kompleksnosti, a koristeći tradicionalne instrumente, u avangardnom metalu se više koriste neobični zvuci i nestandardni instrumenti i muzičke konvencije "se dovode u pitanje".